# Cinerama

Una proiezione in Cinerama.

Il Cinerama (dal greco κίνεσις = movimento e ὁράω = vedo, vedere), è un sistema di ripresa e proiezione atto ad offrire un'immagine di grandi dimensioni (sino a 28 m x 10 m) su uno schermo curvo di 146 gradi di ampiezza e 55 gradi di altezza. Tale immagine è perciò molto simile alla percezione dell'occhio umano (visione periferica). La scena è ripresa da 3 cineprese diverse, disposte a semicerchio, poi la proiezione avviene tramite 3 proiettori tutti diretti sullo stesso schermo ed in sincronia tra loro, mentre come sonoro si utilizzava una colonna sonora a sette canali registrata su un nastro magnetico separato.
L'evoluzione di questo sistema diede origine al 70 mm Supercinerama, tra i film sperimentati con questo sistema va ricordato 2001: Odissea nello spazio (2001: A Space Odyssey, 1968), ma l'effetto non fu certo lo stesso del Cinerama, dato che le immagini vennero girate con una sola cinepresa per ridurre i costi di produzione, e per consentire la distribuzione in molte più delle poche sale attrezzate alla proiezione dei film in Cinerama.

## La storia
Negli anni venti durante le riprese di Napoleone (Napoléon, 1927), Abel Gance ideò un sistema simile costituito da tre cineprese che proiettavano su tre schermi tradizionali. Il film fu girato solo in parte con il sistema che Gance chiamò Polyvision e che utilizzò sia per ampliare il campo visivo di certe scene che risultavano quindi tre volte più grandi di quelle ordinarie, sia per presentare contemporaneamente sui tre schermi tre distinte sequenze a mo' di trittico. L'esperimento di Gance ebbe però vita breve anche per il fatto che poche sale cinematografiche potevano essere adattate allo scopo con modeste modifiche.
Fred Waller aveva reso disponibile per l'aviazione americana una versione "a cinque cineprese" del Cinerama chiamata "Gunnery Trainer" (prodotto dalla sua Vitarama); il suo utilizzo nella seconda guerra mondiale innalzò considerevolmente le chance di sopravvivenza degli avieri statunitensi. In pratica il gunnery trainer aiutava i cannonieri allenandoli alla "visione periferica" in modo che essi potessero scegliere in maniera più accurata i propri bersagli.
In seguito il formato Cinerama fu inventato e brevettato nel 1946 da Fred Waller, ma reso commerciale dal regista di King Kong (1933) Merian C. Cooper. Nel 1952 il Cinerama venne presentato in pompa magna nei cinema e Lowell Thomas, a cui veniva affidata l'introduzione video del primo film, annunciava "This is Cinerama!", che era proprio il titolo di quella pellicola. Questo è il Cinerama veniva proiettato il 9 aprile 1955 anche in Italia al Cinema Manzoni di Milano e al Teatro Sistina a Roma, terza e quarta città al mondo dopo New York (prima mondiale il 30 settembre 1952) e Londra. Tra l'altro il Cinema Manzoni di Milano, il Teatro Sistina e il Cinema Royal di Roma furono le prime ed uniche sale italiane a dotarsi del necessario schermo curvo a 146º e i tre proiettori necessari per la visione dei film in Cinerama.
Nicolas Reisini non volle rassegnarsi all'insuccesso commerciale del Cinerama e negli anni sessanta comprò la compagnia, adattò gli schermi Cinerama al trasporto via camion e cominciò a girare l'Europa. I camion trasportavano gli schermi e i proiettori, ma anche dei "palloni gonfiabili" ad aria con dei semplici compressori (una specie di antesignano delle cupole geodetiche), strutture capaci di ospitare fino a 3.000 spettatori. Neppure un incendio durante una tournée in Francia lo fermò; la struttura venne anzi migliorata e fu dato un nuovo nome alla compagnia: "Itinerama".

## La tecnica

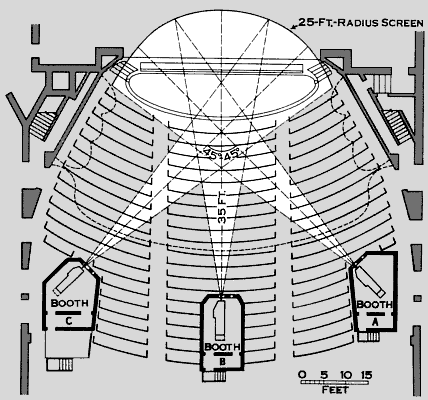
Come il Cinerama veniva proiettato.

Le immagini venivano proiettate sulle tre parti dello schermo, disposte in modo da coprire un angolo di 146º, in maniera "incrociata" dai due proiettori laterali, cioè il proiettore di sinistra proiettava la pellicola sullo schermo di destra e viceversa. Ovviamente il proiettore centrale proiettava la pellicola sulla parte centrale dello schermo (vedi figura).
Trattandosi di diverse pellicole era evidente che un minimo salto di fotogramma in una delle tre pellicole doveva comportare il taglio del corrispondente fotogramma sulle altre due al fine di mantenere il sincronismo video. Non erano, quindi, rari i casi di interruzione della proiezione per poter riparare i rulli, ed era lo stesso Lowell Thomas che aveva il compito di intrattenere il pubblico con dei messaggi video precedentemente appositamente preconfezionati.
Il rapporto tra la base e l'altezza dello schermo era fissato in 3:1 (il Cinemascope, ad esempio, arrivava al massimo ad un rapporto di 2,55:1 mentre oggi la maggior parte di film in widescreen hanno 2,35:1 come rapporto d’aspetto). La colonna sonora a sette canali audio veniva registrata separatamente su una pellicola 35 mm, sistema ideato dall'ingegnere del suono Hazard Reeves.
Lo schermo era realizzato con strisce verticali orientabili e parzialmente sovrapposte (come tendine veneziane) non più larghe di 10/12 cm per consentire ad ogni porzione dello schermo di essere orientato esattamente sul proiettore corrispondente (incidenza luce di 90°).

## Film in Cinerama
Il seguente è un elenco parziale dei film realizzati col sistema "Cinerama a tre cineprese" e prodotti principalmente dalla Cinerama Productions, casa di produzione, titolare del marchio Cinerama.
- Questo è il Cinerama (1952), prodotto dalla Cinerama Productions [2]
- Cinerama Holiday (1955), prodotto dalla Stanley-Warner Cinerama Corporation [3]
- Seven Wonders of the World (1956), prodotto dalla Cinerama Productions [4]
- Search for Paradise (1957) [5]
- South Seas Adventure (1958), prodotto dalla Stanley-Warner Cinerama Corporation [6]
- Windjammer (1958), unico film prodotto dalla Cinemiracle Productions [7]
- Avventura nella fantasia (The Wonderful World of the Brothers Grimm) (1962), prodotto dalla Cinerama Productions [8] - Primo film con attori ("non documentario") (la prima fu il 01/07/1962).

Tutti i negativi in Cinerama del film Avventura nella fantasia andarono distrutti in un incendio e purtroppo l'unica copia del film si trova su un positivo di lavorazione a 35 mm.
- La conquista del West (How the West Was Won, 1962), prodotto dalla Cinerama Productions e dalla MGM - ultimo realizzato con la tecnica "a tre cineprese"

## Imitazioni e surrogati del Cinerama
- Cinemiracle - Inizialmente in competizione col Cinerama, ne uscì sconfitto. Realizzato con la tecnica a "tre cineprese"
- Kinopanorama - La risposta dei russi, realizzato con la tecnica a "tre cineprese"
- Ultra Panavision 70 - Simile al Cinerama ma senza l'ausilio della tecnica a "tre cineprese"
- Super Technirama 70 - Girato in 70 mm ma senza l'ausilio della tecnica a "tre cineprese"
- Super Panavision 70 - Simile all'Ultra Panavision 70 ma con in più l'uso di lenti anamorfiche

## Le sale Cinerama nel mondo

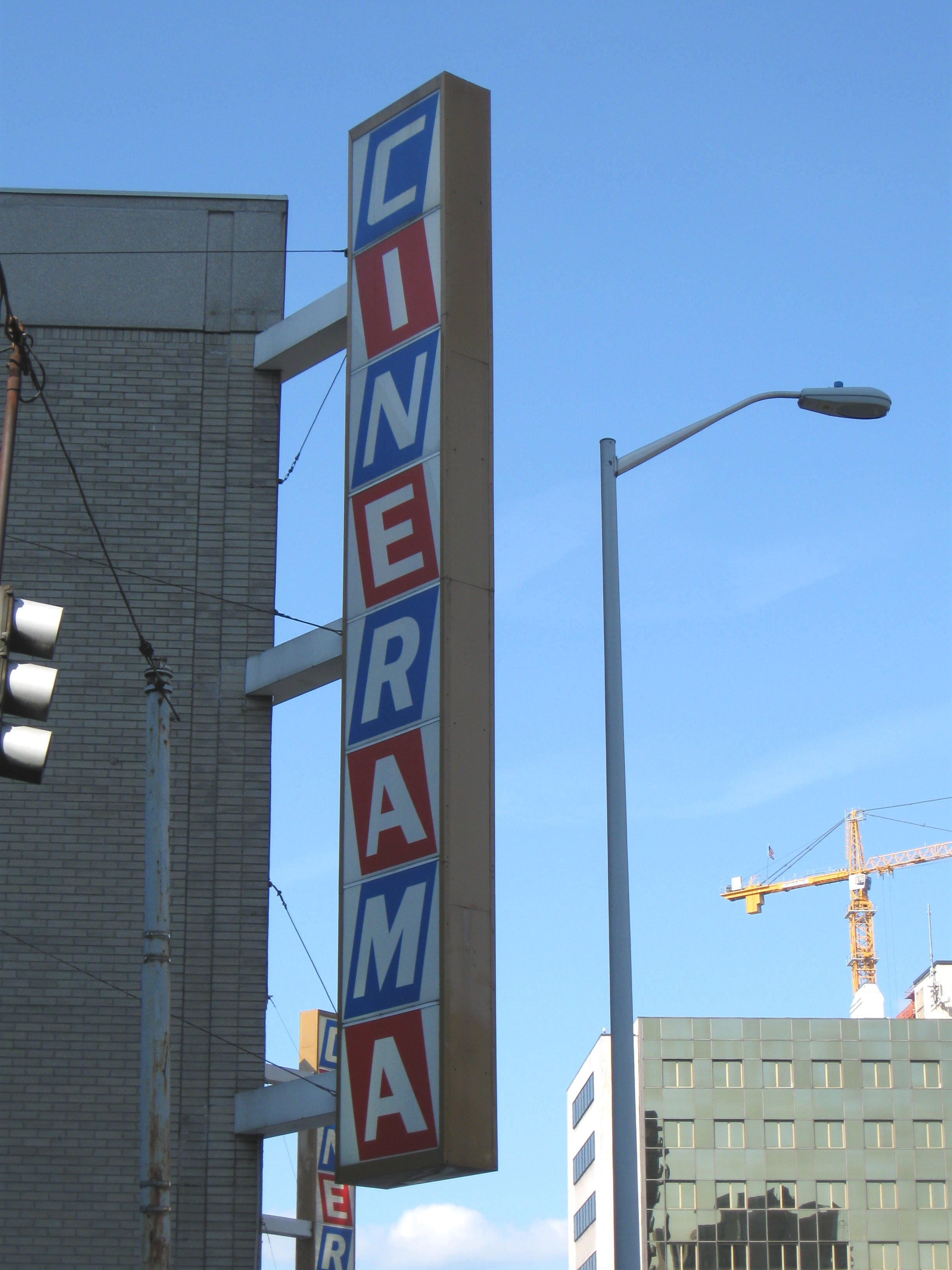
Il logo cinerama nell'insegna della sala di Seattle.

Sono solo tre le sale oggi attrezzate per proiettare spettacoli in Cinerama, due negli Stati Uniti ed una in Gran Bretagna
1. Cinerama Dome a Hollywood, Los Angeles, California - Dal 2002
2. Seattle Cinerama a Seattle, Washington - Dal 1999
3. Pictureville Cinema a Bradford, Inghilterra - Dal 1993

Ha avuto vita breve, invece, il New Neon Cinema che ha funzionato a Dayton (Ohio) dal 1996 al 1999.